# Diverge
『diverge』（ディバージュ）は、mihimaru GTの16枚目のシングル。2008年1月30日発売。発売元は、ユニバーサルミュージック。

## 解説
- 「I SHOULD BE SO LUCKY／愛コトバ」以来、2か月ぶりとなるシングル。前作同様ビデオクリップを収録したDVD付きの初回盤と、CDのみの通常盤の2仕様での発売。

## 収録曲
1. diverge
  - 作詞：hiroko、mitsuyuki miyake and Hidemi Ino / 作曲：mitsuyuki miyake

デビュー前からあったデモ楽曲を元に制作、当時はラップもなくhirokoの歌のみだったという。タイトルの和訳が「分岐する、分かれる」となることにちなんで、歌詞の内容は、男女の前向きな別れを歌った曲。ytv・日本テレビ系のアニメ「ヤッターマン」の第1期（第1話～第10話）エンディングテーマとして使用された。
2. ええがな
  - 作詞：hiroko and mitsuyuki miyake / 作曲：mitsuyuki miyake and hiroko

レゲエ調で、ライブで盛り上がれるように作った曲（古坂大魔王と共演した「Wassyoi!!」に対し、メンバーだけで演奏できるようにとのこと）。タイトルは、音楽制作担当スタッフの口癖からとったもの。
3. diverge [Instrumental]
4. ええがな [Instrumental]

### DVD（初回盤のみ）
1. diverge -Video Clip-

## 収録アルバム
diverge
- mihimarise
- The Best Selection of ASIA
- mihimaballads
- THE BEST of mihimaru GT 2
- THE SINGLE of mihimaru GT

ええがな
- mihimarise
- 10th Anniversary BEST 2003-2013